# Сундбиберј
Сундбиберј (швед. Sundbybergs) град је у Шведској, у источном централном делу државе. Град је у оквиру Стокхолмског округа. Одвојио се од Брома (који је од 1916. општина Стокхолма) 1888. године као пијачни град. Стекао је статус града 1927. године. Сундбиберј, са површином од 8,77 квадратних километара, је најмањи град у Шведској, али и најгушће насељен.

## Историја
Сундбиберј је дуго сматран градом мале пољопривредне вредности и углавном се користио као место за одмор. Године 1863. скоро цео град купио је Андерс Лофстром, који је тамо почео да гради куће. Године 1870. продато је прво индустријско земљиште и тада је град добио железницу, куће, индустрије и комуналну службу. Лофстром је поклонио граду сву своју земљу за изградњу путева, улица, паркова, школа, цркви. Сундбиберј је постао потпуно самостални индустријски град.
- Андерс Лофстром
- Сундбиберј 1905.

## Индустрија
У Сундбиберју је живело око, отприлике, 50.000 становника, у око 17.000 кућа. Индустријска политика града је да обезбеди посао за сваку кућу, дакле 17.000 радних места. Укупно 12.000 путника свакодневно путује у Сундбиберј или из њега. Град садржи продавнице, што га чини самосталним.

## Демографија

### Развој становништва
| 1970                                                            | 28.085 |
| 1975                                                            | 26.995 |
| 1980                                                            | 25.717 |
| 1985                                                            | 28.516 |
| 1990                                                            | 31.308 |
| 1995                                                            | 31.803 |
| 2000                                                            | 33.868 |
| 2005                                                            | 34.016 |
| 2010                                                            | 38.633 |
| 2015                                                            | 46.110 |
| 2017                                                            | 49.424 |
| Извор: Статистика Шведске — Становништво по регионима и години. |        |

### Становници страног порекла
Број становника страног порекла (особе рођене ван Шведске или њихови родитељи), 31. децембра 2017. износио је 20.229, или 40,93% становништва (49.424 — 31. децембра 2017). Број становника страног порекла 31. децембра 2002. износио је 8.531 или 25,24% становништва (33.797 — 31. децембра 2002). Број становника страног порекла 31. децембра 2017. износио је 49.424, од чега је 14.954 људи (30,26%) рођено у страној земљи. У табели испод се налази табела која укључује нордијске земље као и 12 најчешћих земаља из којех су становници страног порекла.
| Земља рођења       | Земља рођења                           | Земља рођења |
| ------------------ | -------------------------------------- | ------------ |
| 31. децембар 2017. |                                        |              |
| 1                  | Шведска                                | 34.470       |
| 2                  | Азија                                  | 2.002        |
| 3                  | Европска унија                         | 1.770        |
| 4                  | Иран                                   | 1.394        |
| 5                  | Африка                                 | 1.393        |
| 6                  | Еритреја                               | 1.270        |
| 7                  | Финска                                 | 1.047        |
| 8                  | Сирија                                 | 992          |
| 9                  | Ирак                                   | 842          |
| 10                 | Пољска                                 | 745          |
| 11                 | Јужна Америка                          | 665          |
| 12                 | Европа изван ЕУ                        | 586          |
| 13                 | Турска                                 | 333          |
| 14                 | Северна Америка                        | 286          |
| 15                 | Сомалија                               | 267          |
| 16                 | Тајланд                                | 263          |
| 17                 | Немачка                                | 213          |
| 18                 | Босна и Херцеговина                    | 211          |
| 19                 | Југославија/ СФРЈ · Србија и Црна Гора | 165          |
| 20                 | Норвешка                               | 163          |
| 21                 | Авганистан                             | 138          |
| 22                 | Данска                                 | 77           |
| 23                 | Совјетски Савез                        | 51           |
| 24                 | Океанија                               | 39           |
| 25                 | Исланд                                 | 38           |
| 26                 | Непозната земља рођења                 | 4            |

## Јавни превоз
Сундбиберј користи јавни превоз Стокхолма. Садржи неколико станица метроа, као и једну железничку станицу и доста аутобуских станица. Сундбиберј садржи и неколико главних возних линија. Садржао је 1925—1959. трамваје. Лаки шински систем вратио у Сундбиберј у октобру 2013. године.
- Галерија слика

## Даље читање
- Sundbyberg Den nya Förstaden, H. Österberg, Званични музеј Сундбиберја
- Sundbyberg under Köpingtiden, H. Österberg, Званични музеј Сундбиберја
- Sundbyberg den 113:e Staden, H. Österberg, Званични музеј Сундбиберја
- Sundbyberg i Gamla Bilder, H. Österberg, Званични музеј Сундбиберја
- Sundbyberg bygger en Kyrka, H. Österberg, Званични музеј Сундбиберја
- Sundbyberg - om hus och miljöer, Eva Söderlind